# سيدني بوهم
سيدني بوهم (بالإنجليزية: Sydney Boehm)‏ هو كاتب سيناريو أمريكي، ولد في 4 أبريل 1908 في فيلادلفيا في الولايات المتحدة، وتوفي في 25 يونيو 1990 في وودلاند هيلز، كاليفورنيا في الولايات المتحدة بسبب ذات الرئة.

## وصلات خارجية
- سيدني بوهم على موقع IMDb (الإنجليزية)
- سيدني بوهم على موقع ألو سيني (الفرنسية)
- سيدني بوهم على موقع أول موفي (الإنجليزية)
- سيدني بوهم على موقع قاعدة بيانات الأفلام السويدية (السويدية)
- سيدني بوهم على موقع قاعدة بيانات الفيلم (الإنجليزية)
- سيدني بوهم على موقع كينوبويسك (الروسية)